# Comuna Vima Mică, Maramureș
Vima Mică (în maghiară: Drágavilma, în germană: Kleinwilmen) este o comună în județul Maramureș, Transilvania, România, formată din satele Aspra, Dealu Corbului, Jugăstreni, Peteritea, Sălnița, Vima Mare și Vima Mică (reședința).

## Demografie
Componența etnică a comunei Vima Mică
     Români (94,35%)
     Alte etnii (5,65%)
Componența confesională a comunei Vima Mică
     Ortodocși (78,93%)
     Penticostali (10,57%)
     Greco-catolici (3,15%)
     Alte religii (1,69%)
     Necunoscută (5,65%)
Conform recensământului efectuat în 2021, populația comunei Vima Mică se ridică la 1.239 de locuitori, în scădere față de recensământul anterior din 2011, când fuseseră înregistrați 1.448 de locuitori. Majoritatea locuitorilor sunt români (94,35%). Din punct de vedere confesional, majoritatea locuitorilor sunt ortodocși (78,93%), cu minorități de penticostali (10,57%) și greco-catolici (3,15%), iar pentru 5,65% nu se cunoaște apartenența confesională.

## Politică și administrație
Comuna Vima Mică este administrată de un primar și un consiliu local compus din 9 consilieri. Primarul, Liviu Balint[*], de la Partidul Social Democrat, este în funcție din 2016. Începând cu alegerile locale din 2024, consiliul local are următoarea componență pe partide politice:
|  | Partid                             | Consilieri | Componența Consiliului | Componența Consiliului | Componența Consiliului |
|  | ---------------------------------- | ---------- | ---------------------- | ---------------------- | ---------------------- |
|  | Partidul Social Democrat           | 3          |                        |                        |                        |
|  | Partidul Național Liberal          | 2          |                        |                        |                        |
|  | Alianța pentru Unirea Românilor    | 2          |                        |                        |                        |
|  | Partidul Ecologist Român           | 1          |                        |                        |                        |
|  | Partidul Mișcarea România Suverană | 1          |                        |                        |                        |

## Atracții turistice
- Biserica de lemn Sfinții Arhangheli din Jugăstreni
- Biserica de lemn din Peteritea
- Biserica de lemn din Vima Mică
- Biserica de lemn din Aspra

## Imagini

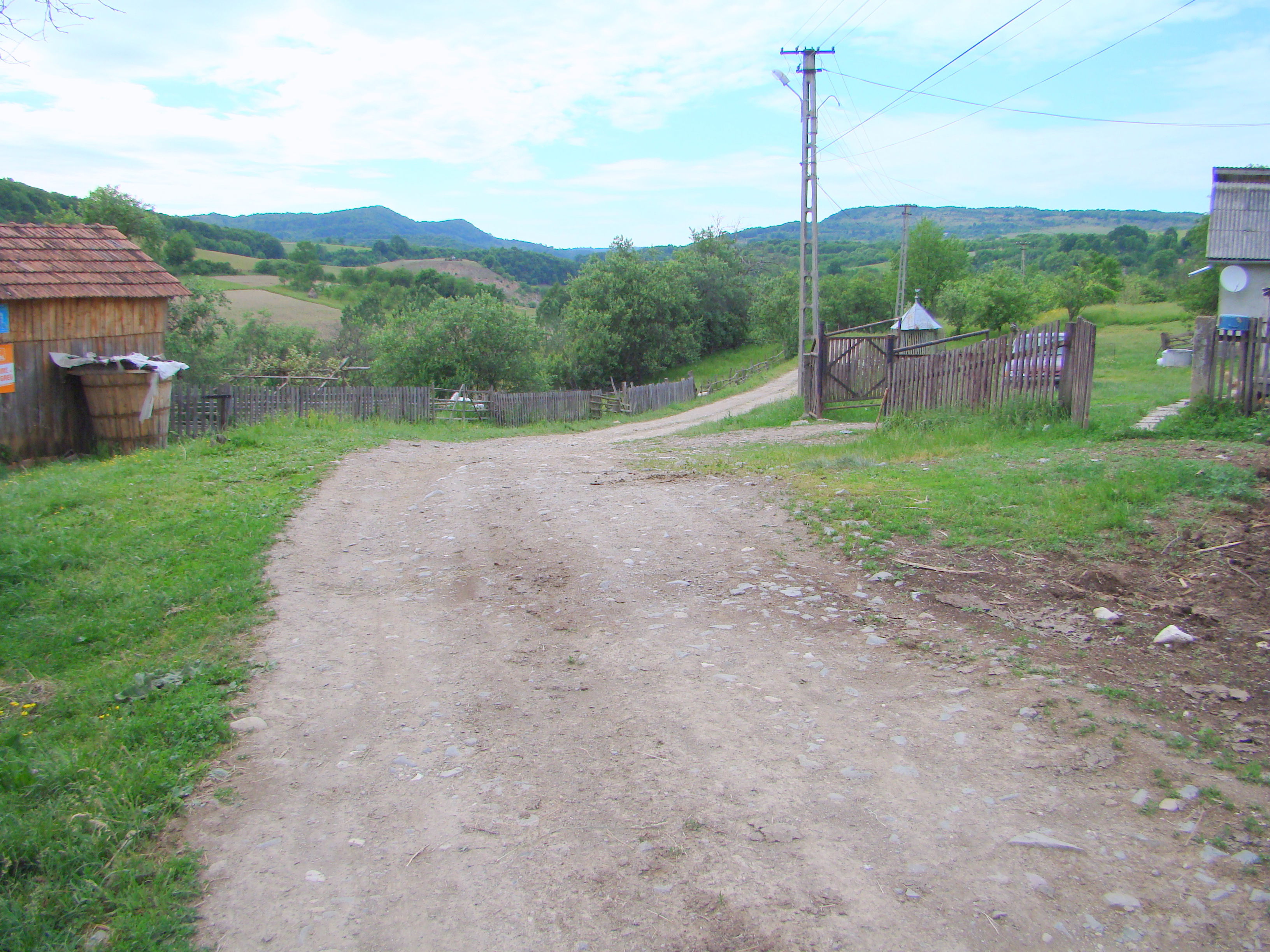
Jugăstreni
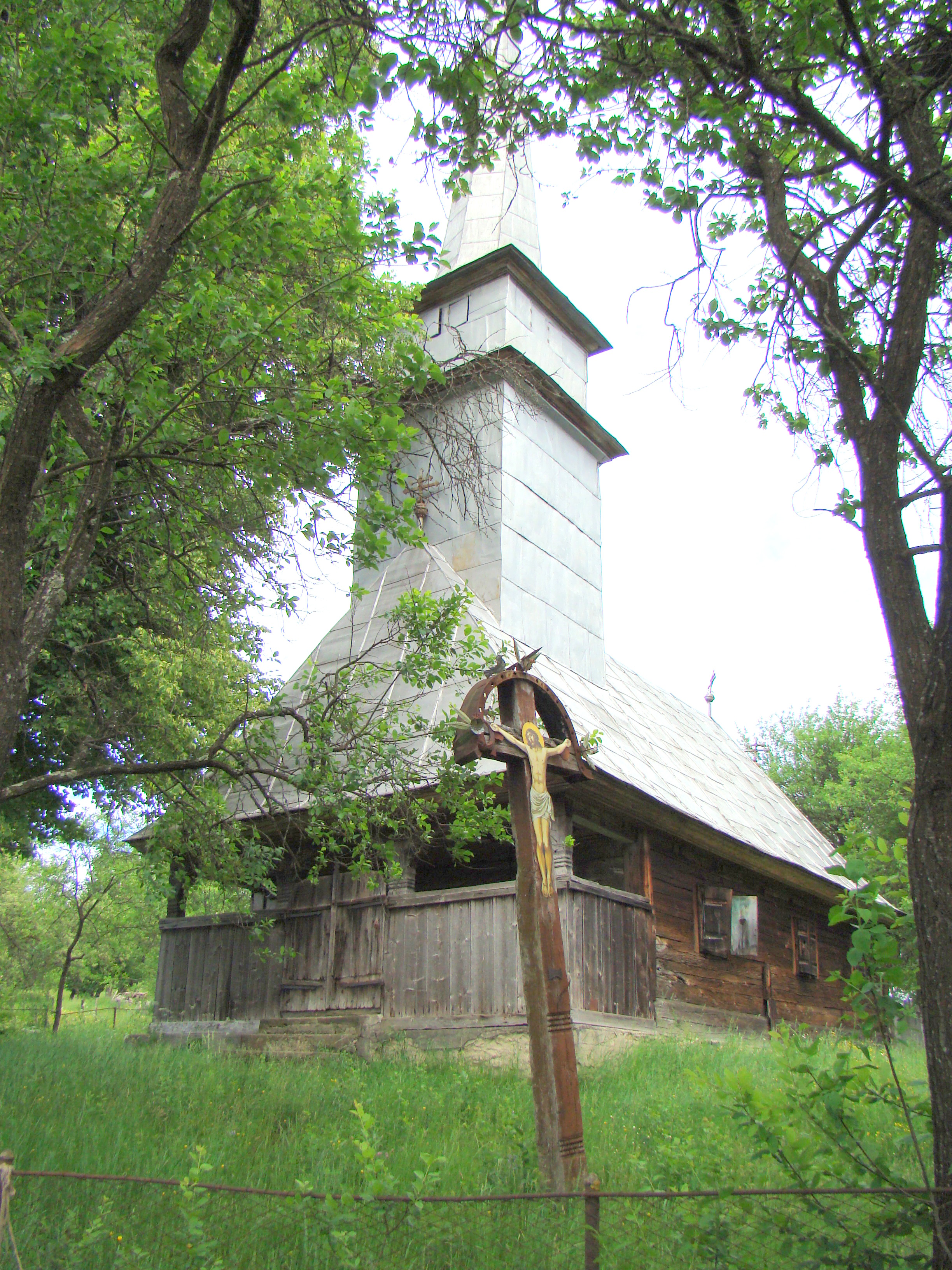
Biserica de lemn din Jugăstreni
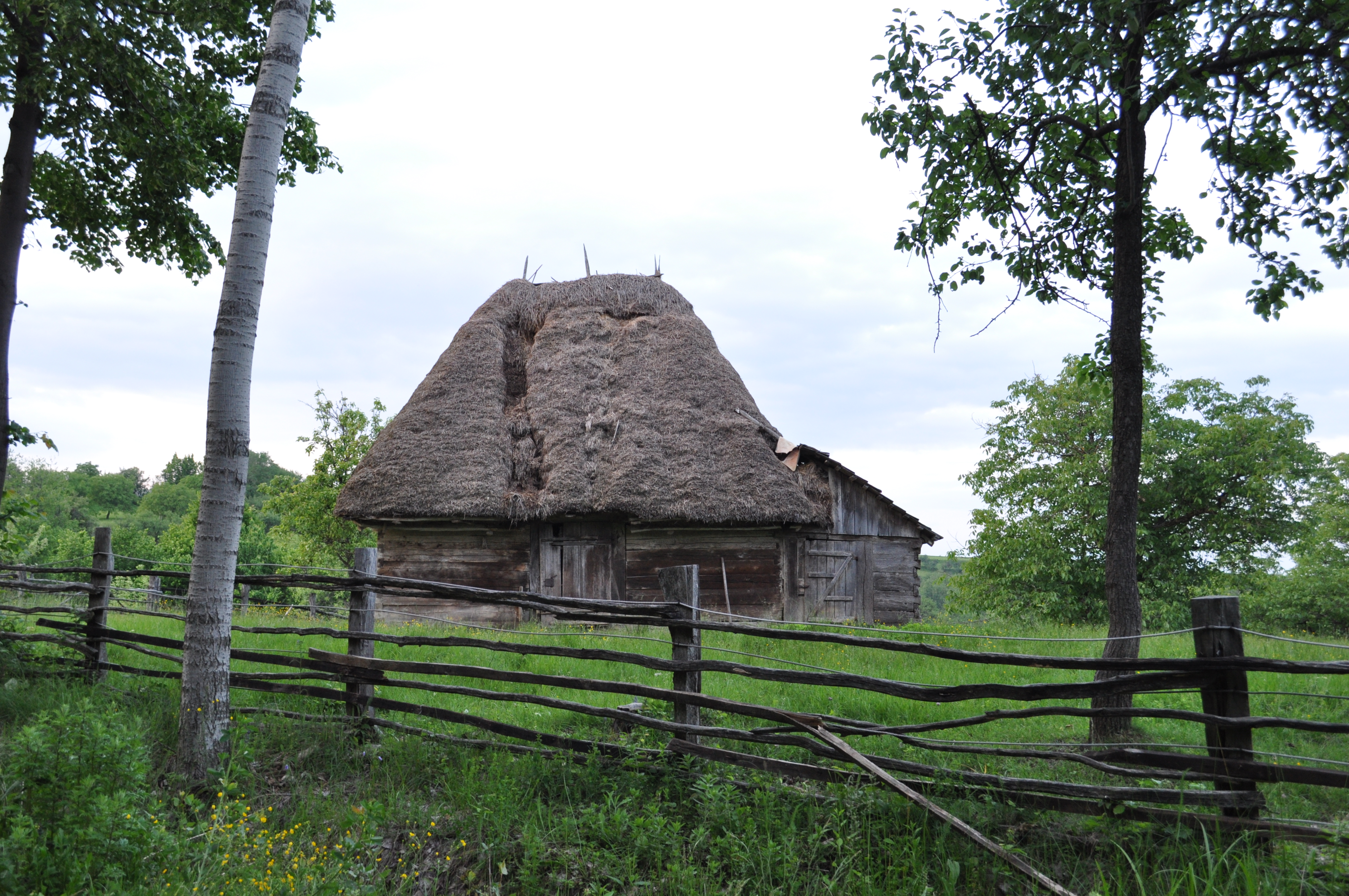
Aspra
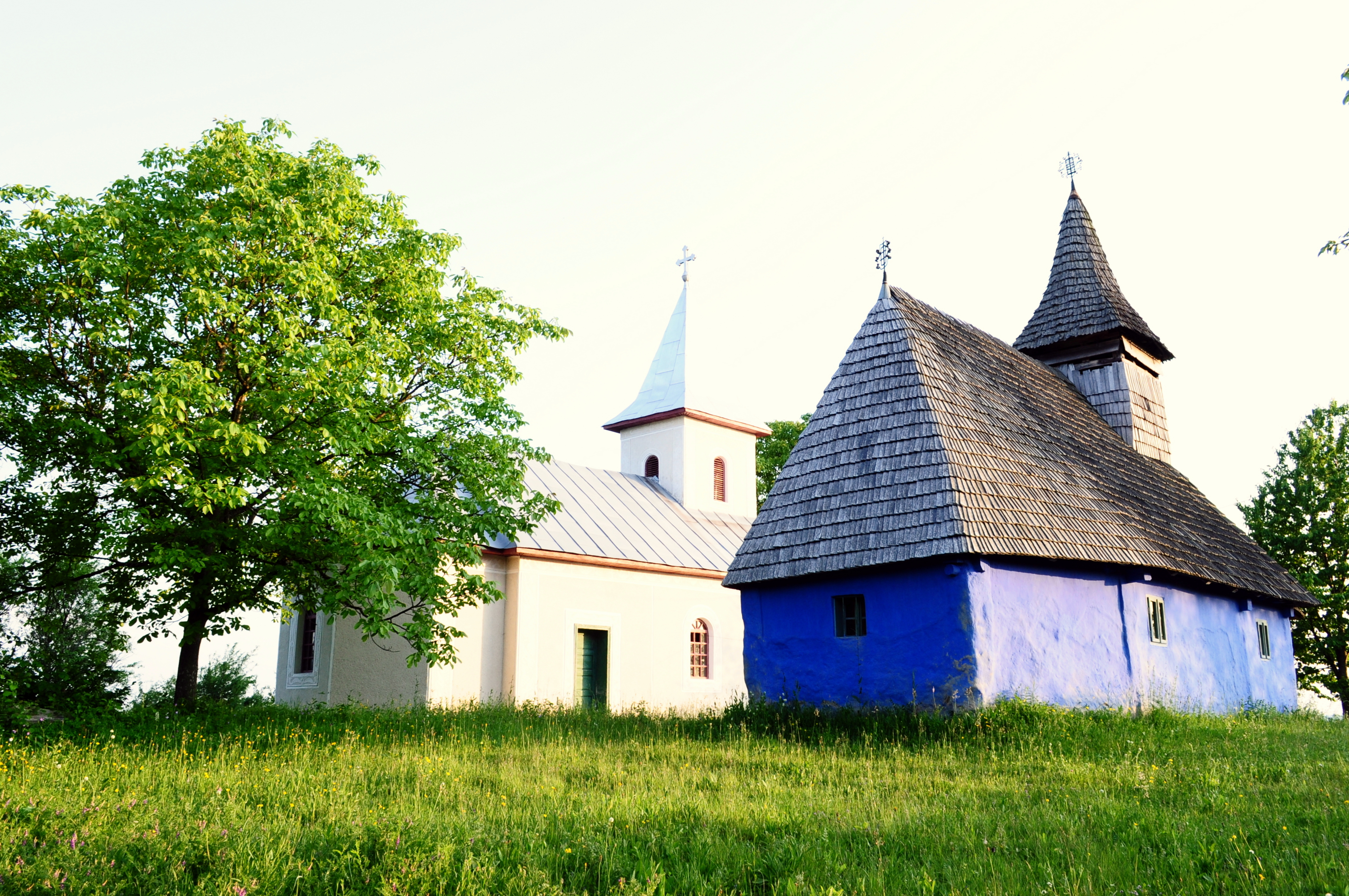
Bisericile satului Aspra
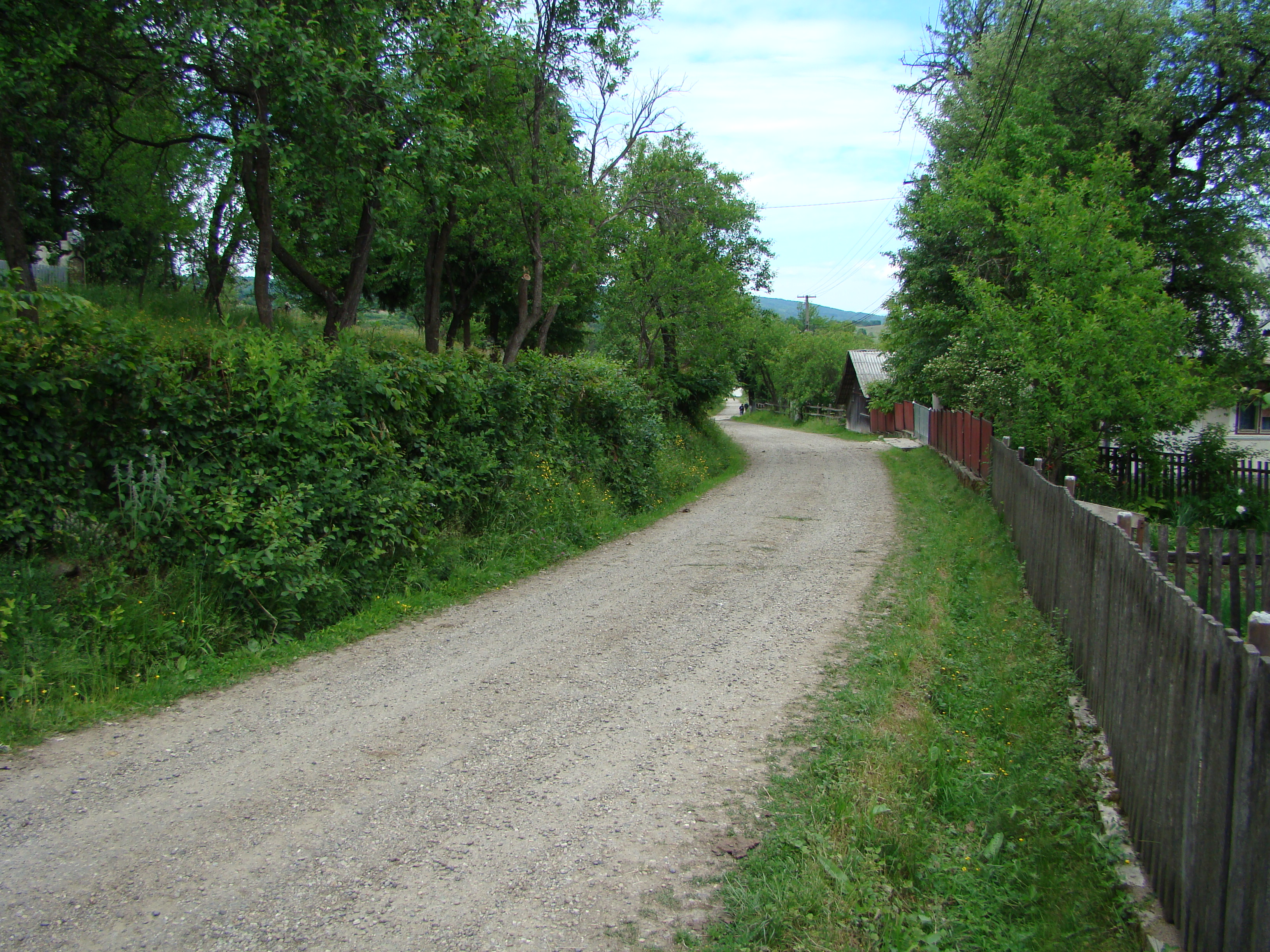
Peteritea
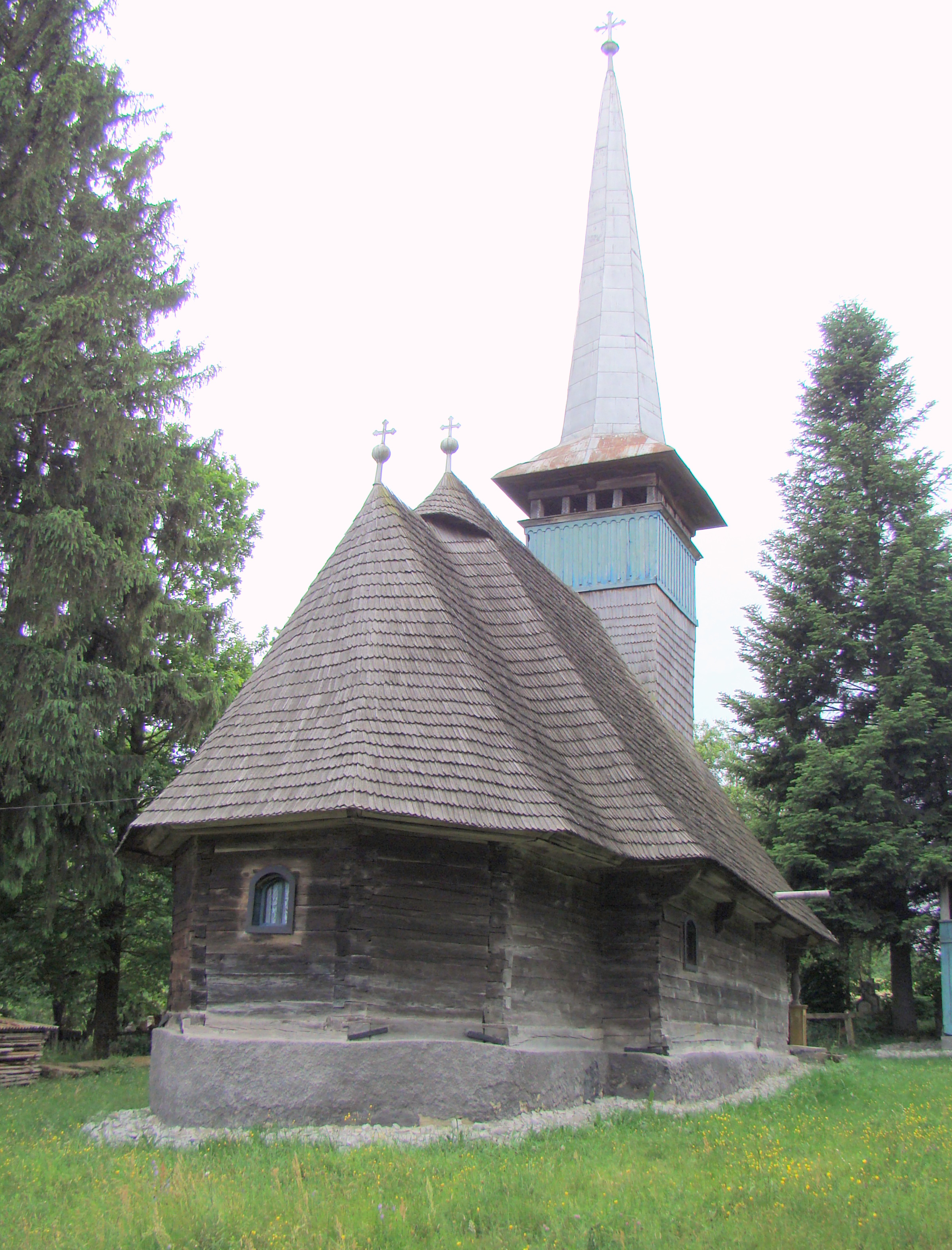
Biserica de lemn din Peteritea
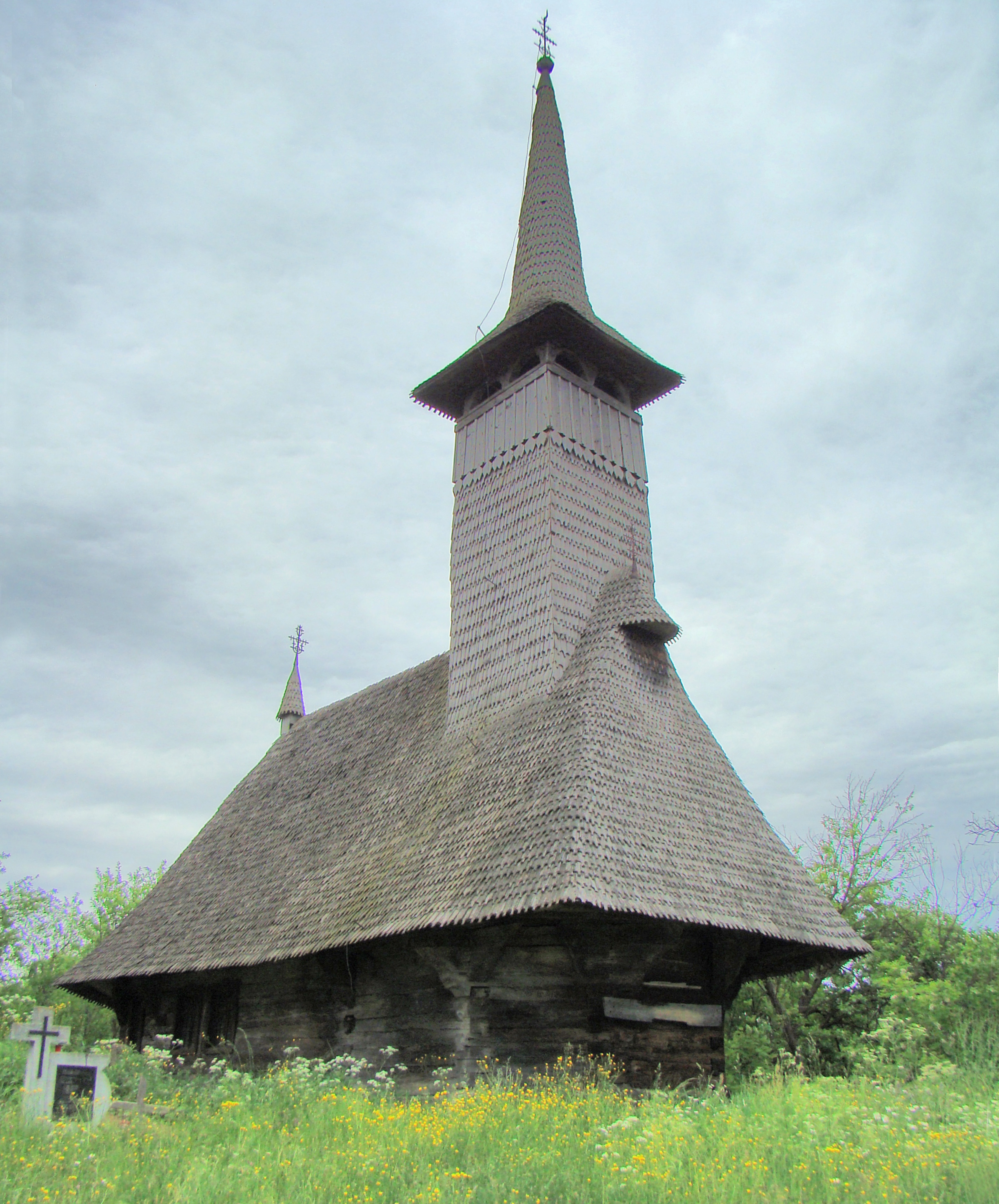
Biserica de lemn din Vima Mică
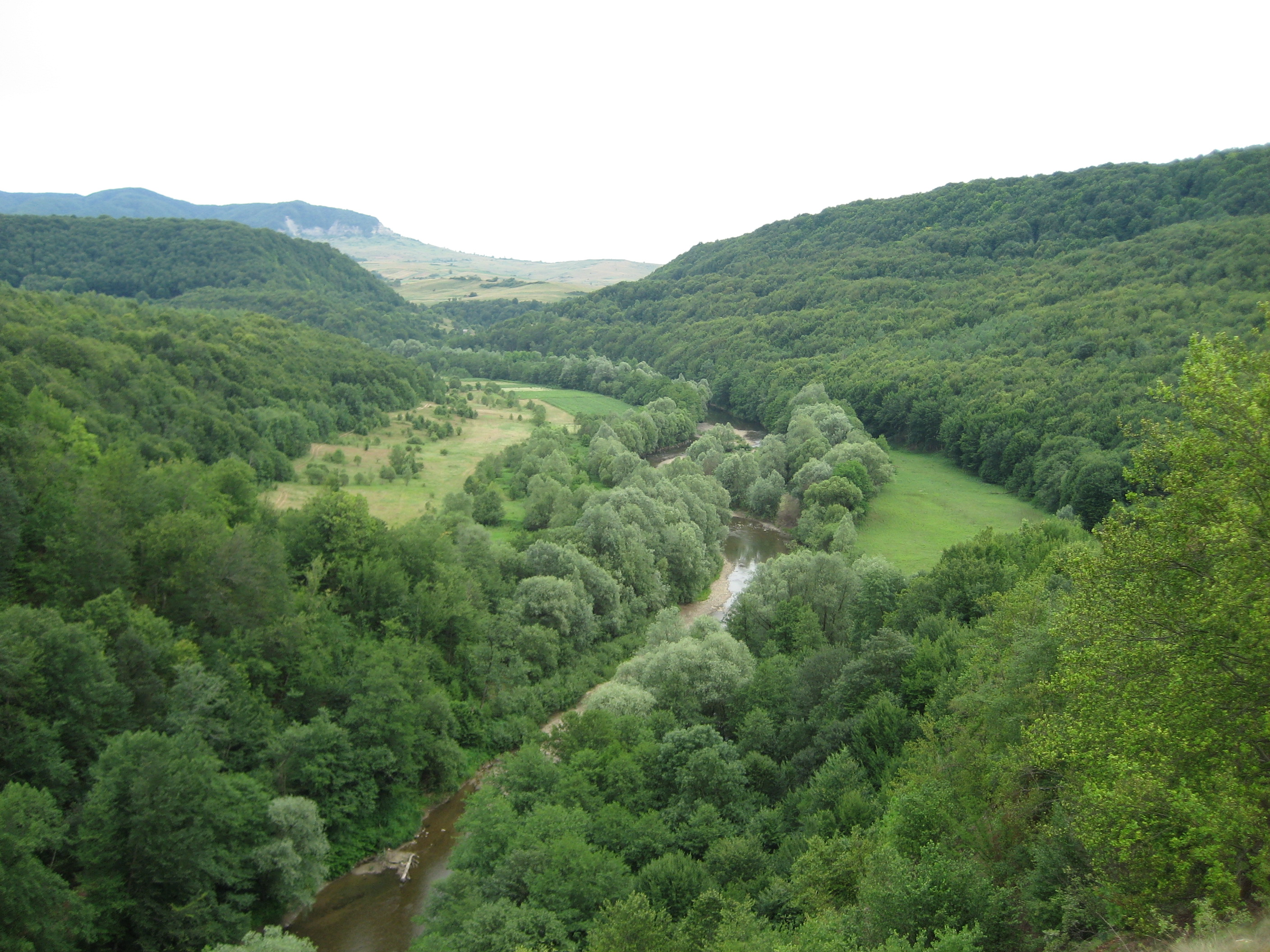
Cheile Lapușului